# Secretarisvogels
De secretarisvogels (Sagittariidae) zijn een familie uit de orde Accipitriformes. Het enige levende lid van de familie is de secretarisvogel (Sagittarius serpentarius) uit Afrika. Mogelijk behoort het uitgestorven geslacht Pelargopappus ook tot de familie. Dit geslacht is bekend uit het Oligoceen en Mioceen van Frankrijk.

## Taxonomie
- Geslacht Sagittarius Hermann, 1783
  - Sagittarius serpentarius Miller, 1779 — Secretarisvogel

Havikachtigen (Accipitridae) · Gieren van de Nieuwe Wereld (Cathartidae) · Visarenden (Pandionidae) · Secretarisvogels (Sagittariidae) · Teratornithidae (†)